# Hugo Kauffmann
Pour les articles homonymes, voir Kaufmann.
Hugo Wilhelm Kauffmann (né le 7 août 1844 à Hambourg, mort le 30 décembre 1915 à Prien am Chiemsee) est un artiste peintre allemand.

## Biographie

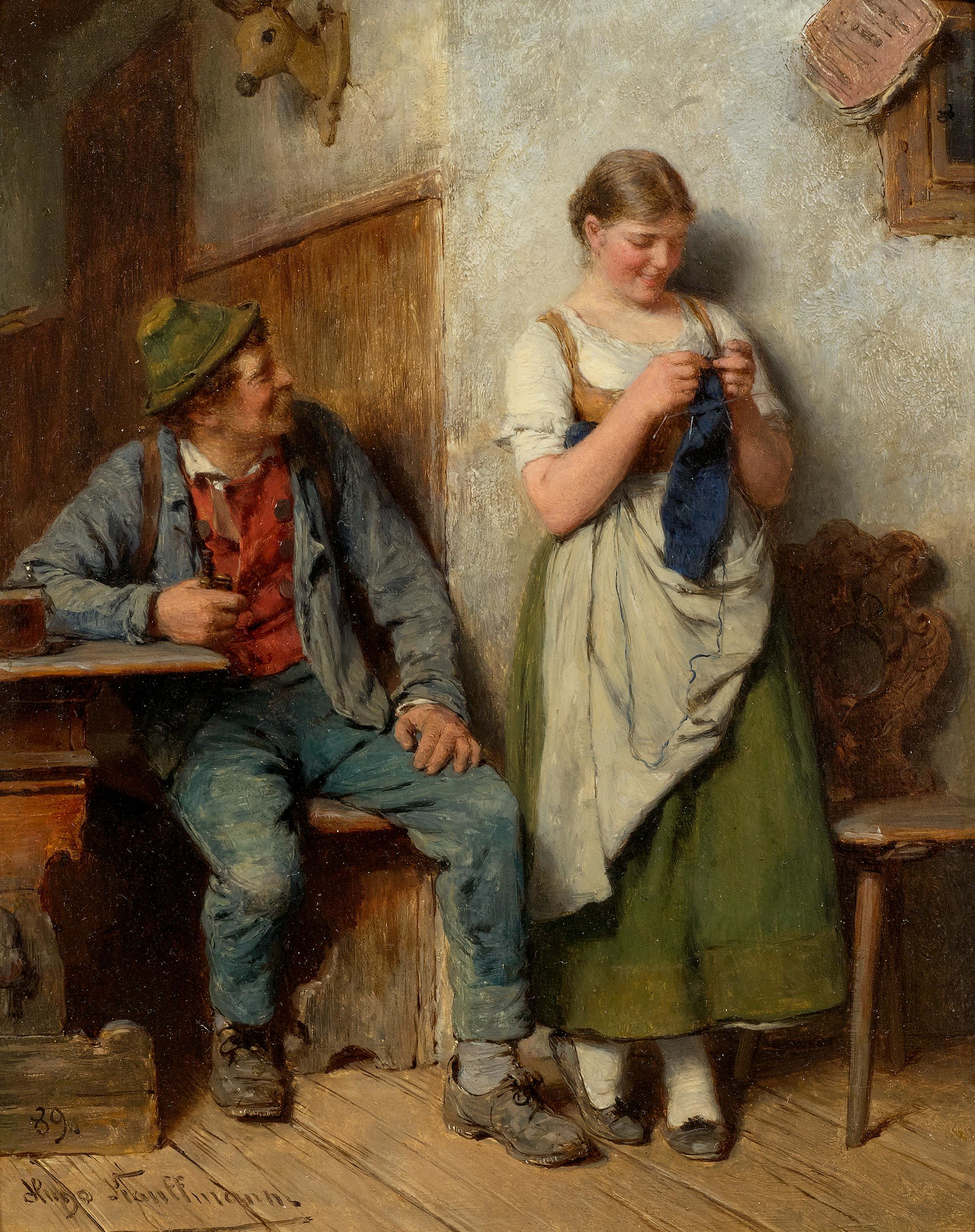
Dans la pièce avec l'ouvrier forestier et une jeune fille qui tricote, 1889

Fils du peintre Hermann Kauffmann, Hugo Wilhelm Kauffmann se rend à Francfort-sur-le-Main en 1861 et y travaille sous les ordres de Jakob Becker, Edward von Steinle et Johann Nepomuk Zwerger. Johann Georg Mohr (en), Fritz Rumpf, Robert Forell et Oscar Goebel comptent parmi ses camarades de classe à l'Institut Städel.
De 1863 à 1871, il vit à Kronberg im Taunus. Entre temps, il passe un hiver à Hambourg et une période d’essai de cinq mois à Düsseldorf ; il passa également un an et demi à Paris, d'où il est chassé par la guerre en 1870.
En 1871, il s'établit à Munich. Le pouvoir créatif de Kauffmann, soutenu par une observation fine et un humour sain, combiné à un dessin caractéristique et à la couleur la plus fine, donne à son travail quelque chose de frais et vivant. Il préfère s'inspirer de la population urbaine et en partie aussi de la population rurale et présente un sens de la réalité.
Il est le père du peintre Hermann Kauffmann.